# 大斯捷普
49°37′5″N 28°43′31″E / 49.61806°N 28.72528°E
大斯捷普（烏克蘭語：Великий Степ），是烏克蘭的村落，位於該國西南部文尼察州，由赫米利尼克區負責管轄，始建於1919年，面積0.61平方公里，海拔高度311米，2001年人口138，人口密度每平方公里226.23人。